# Casa Sancho
La casa Sancho se encuentra situada en la calle de la Paz número 19 esquina con calle Comedias número 8 de la ciudad de Valencia, España. Es un edificio de estilo ecléctico con algún detalle modernista valenciano diseñado en 1901 por el arquitecto valenciano Joaquín María Arnau Miramón.

## Historia
El arquitecto Joaquín María Arnau Miramón recibe, en diciembre de 1901, por encargo de Don José Sancho la realización de un edificio de viviendas en el número 10 de la calle Comedias haciendo esquina con la calle Peris y Valero, hoy calle La Paz.

## Características
Se trata de un edificio de cinco plantas con fachadas en ángulo que se integran en un mirador volado de planta poligonal y que, aparentemente es sostenido en el entresuelo por una columna sobre ménsula. Recuerda en cierta manera el goticismo del arquitecto francés Violet-le-Duc. Esta característica se repite también en el tratamiento de las ménsulas de fundición que se apoyan en delgadas pilastras. 
El friso de la cornisa, esgrafiado de estilo típicamente modernista en azul y blanco, es obra de algún artesano que participó en la obra y supone un ejemplo del primer y más temprano modernismo valenciano. Es uno de los edificios más hermosos y de más cuidado diseño de la calle de la Paz.

## Galería de imágenes
- Wikimedia Commons alberga una categoría multimedia sobre Casa Sancho.

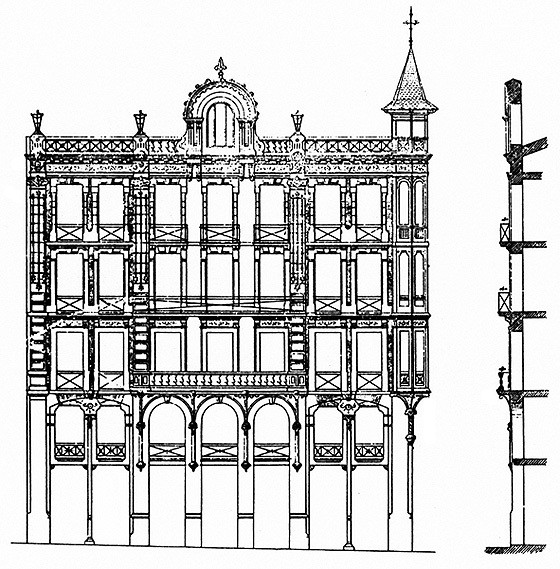
Fachada a calle La Paz.
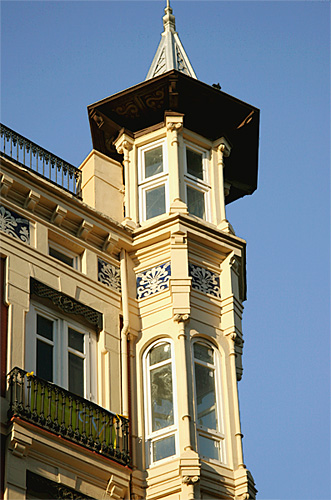
Detalle mirador.
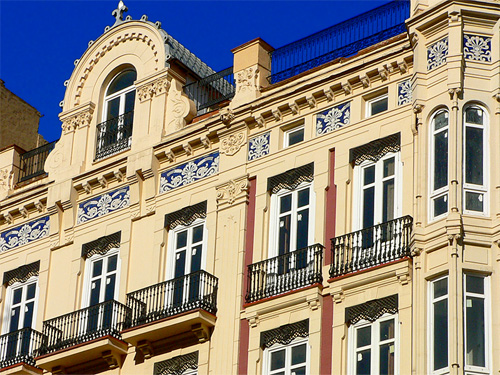
Detalle.
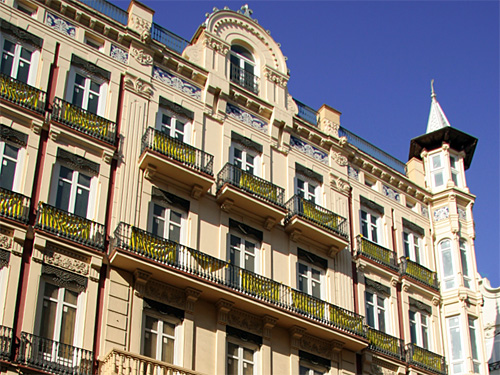
Fachada calle La Paz.
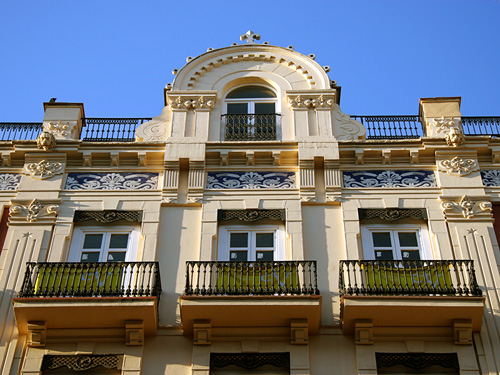
Detalle.